# Gare de Tampere
La gare de Tampere (en finnois : Tampereen rautatieasema) est une gare ferroviaire située dans le quartier de Kyttälä à Tampere en Finlande.

## Architecture
La gare centrale de Tampere est un bâtiment fonctionnaliste conçu par Eero Seppälä et Otto Flodin et dont la construction s'est achevée en 1936. 
La tour de l'horloge haute d'environ 36 mètres et conçue par Aulis Blomstedt a ensuite été ajoutée à la demande de la direction des chemins de fer.
La tour et l'aile nord de la gare avec les restaurants de la gare sont achevées en 1937. 
En 1948, l'aile sud de la gare est surélevée d'un étage. 
Le bâtiment de la gare est passé sous le contrôle de VR-Yhtymä en 1995. 
La direction des musées de Finlande a classé la zone de la gare de Tampere comme site de conservation d'importance nationale. 
Le bâtiment de la gare est protégé par le soi-disant accord ferroviaire en 1998.
La rue principale de Tampere, Hämeenkatu, commence à la gare, continue sur le pont Hämeensilta et se termine à l'ouest à l'église Alexandre. 
La rue Itsenäisyydenkatu commence du côté Tammela de la gare et se poursuit jusqu'à l'église de Kaleva.

## Histoire
Le premier bâtiment de la gare en bois, antérieur au batiment actuel, a été construit en 1876 pour desservir le trafic sur la voie récemment achevée Turku-Tampere-Hämeenlinna.
En 2008, la gare a accueilli  3 417 000 voyageurs.

## Service des voyageurs

### Desserte
Environ 80 trains arrivent et partent de la gare de Tampere chaque jour, avec 5,25 millions de passagers utilisant la gare en 2018. 
La majeure partie du trafic se dirige vers Helsinki. 
Tampere a également des liaisons ferroviaires vers le nord et vers les villes de Turku, Jyväskylä et Pori. 
Des trains Pendolino vont de Tampere à Helsinki, Kuopio via Jyväskylä et Oulu via Seinäjoki.

### Intermodalité

#### Tramway
- Tramway de Tampere

#### Bus
- Transports urbains de Tampere

#### Projet Lentorata
Dans le cadre du projet Lentorata, la gare de l'aéroport d'Helsinki-Vantaa serait directement reliée à la gare centrale d'Helsinki par un tunnel faisant surface à Kerava et une ligne se poursuivant jusqu'à la gare de Tampere.

## Galerie

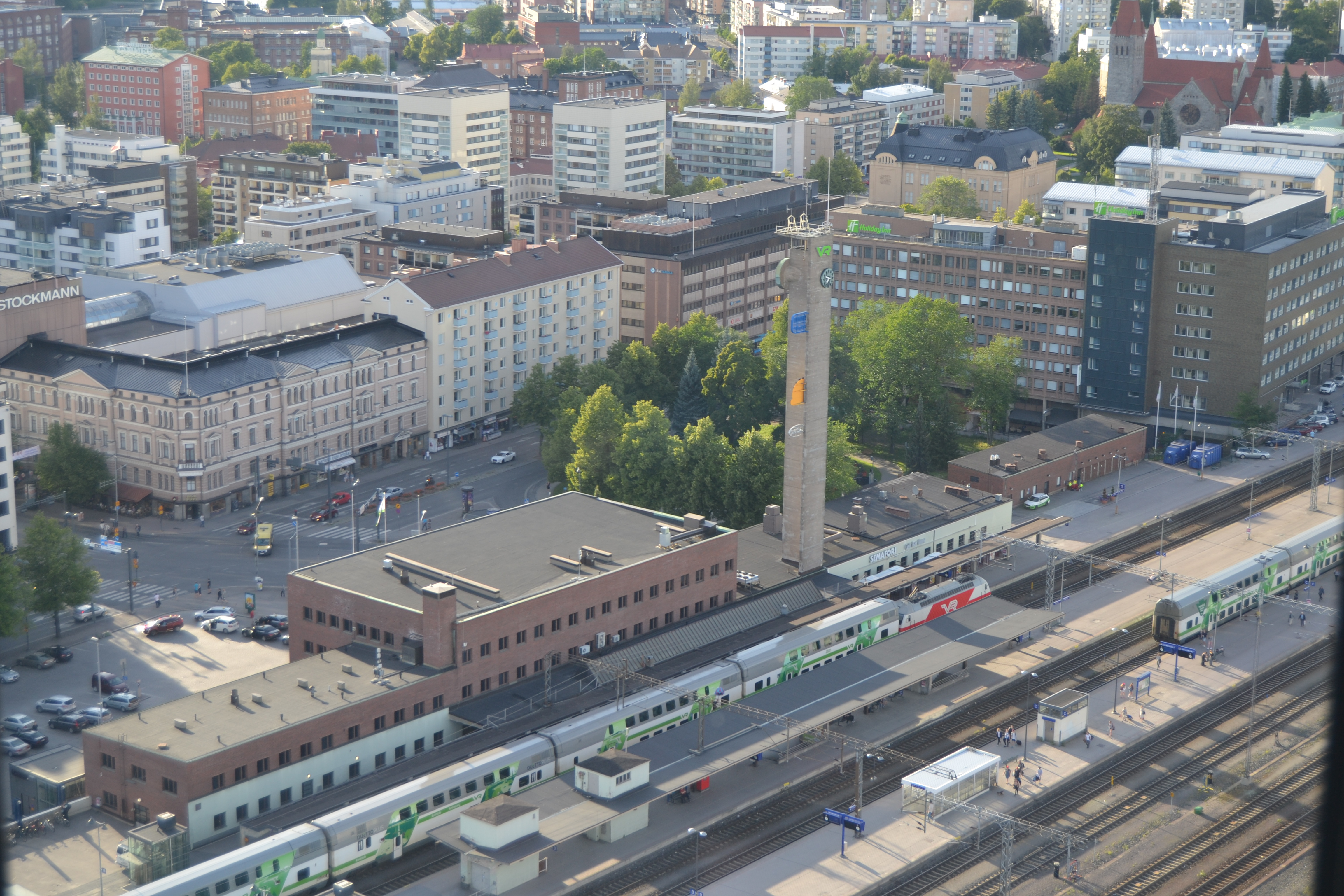
La gare vue de l'hôtel Torni de Tampere.
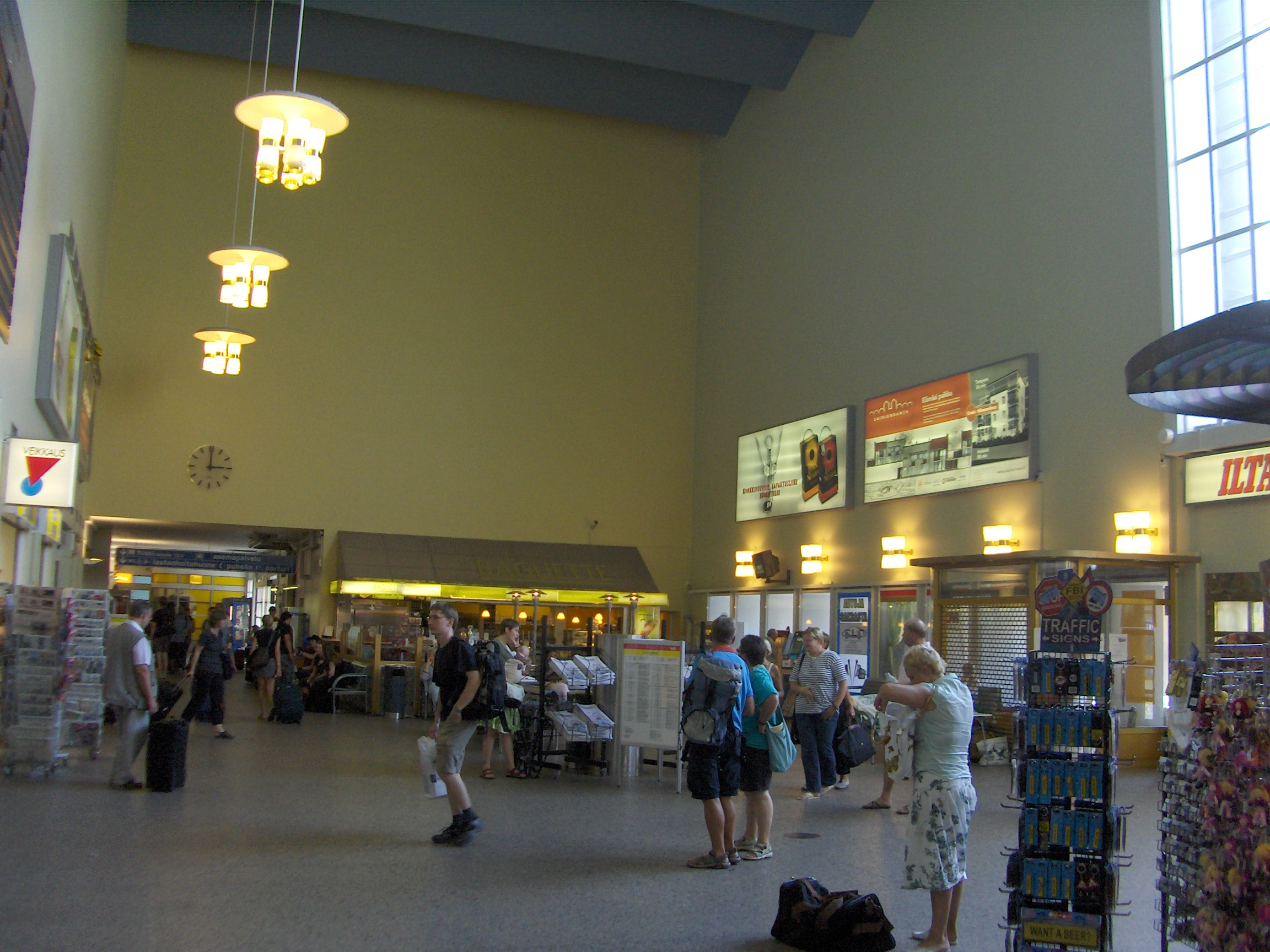
Hall de la gare.
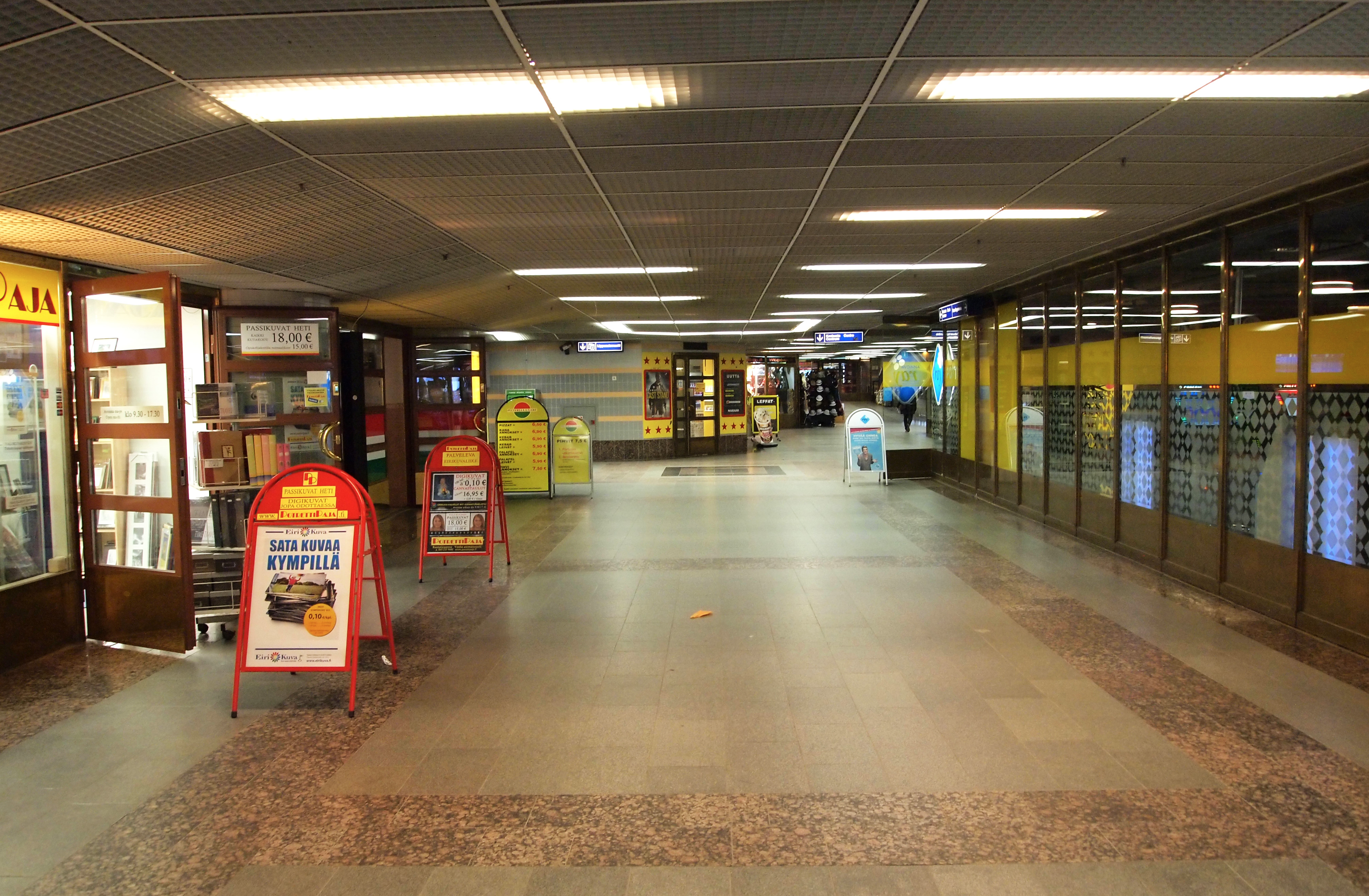
Tunnel de la gare.